# Albert Delbecque
Pour les articles homonymes, voir Delbecque.
Albert Delbecque était un footballeur belge.

## Biographie
Delbecque est l'un des onze footballeurs belges à avoir participé aux Jeux olympiques de 1900 à Paris. L'équipe belge de football est représenté par le club universitaire de l'Université de Bruxelles et remporte une médaille de bronze le 23 septembre après avoir perdu contre la France ; le nombre de délégations participant à l'épreuve de football pour les Jeux n'était que de trois ce qui fait que la Belgique fut d'office médaillée olympique pour ce sport en n'ayant rien gagné,,.

## Palmarès
Belgique olympique
- Jeux olympiques :
  -  Bronze : Paris 1900.